# Nikołaj Bucharin
Nikołaj Iwanowicz Bucharin (ros. Николай Иванович Бухарин; ur. 27 września?/9 października 1888 w Moskwie, zm. 15 marca 1938 w miejscu egzekucji Kommunarka pod Moskwą) – działacz partii bolszewickiej, członek jej Biura Politycznego, przewodniczący Prezydium Komitetu Wykonawczego Kominternu (1926–1929), ofiara wielkiego terroru w ZSRR.

## Życiorys
Bucharin wstąpił do SDPRR w 1906, związał się z frakcją bolszewików. W 1911 został relegowany z Uniwersytetu Moskiewskiego (gdzie studiował ekonomię na wydziale prawa) za działalność rewolucyjną i zesłany. Po ucieczce z zesłania, na emigracji został najbliższym współpracownikiem Lenina, współpracował także z Lwem Trockim. W maju 1917 wrócił do Rosji. Na polecenie Lenina przygotowywał dekrety o nacjonalizacji przemysłu. W początkach 1918 był przywódcą frakcji lewicowych komunistów. Sprzeciwiał się zawarciu pokoju brzeskiego, uważał, że Rosja – nawet kosztem kolejnych tysięcy ofiar – powinna kontynuować wojnę z krajami kapitalistycznymi. Do niego należy sławny cytat: „Przymus proletariacki we wszystkich swoich formach, poczynając od rozstrzeliwania, a kończąc na obowiązku pracy jest metodą tworzenia komunistycznego człowieka”. Później jednak wsparł wprowadzenie rynkowej gospodarki NEP-u, kierując do chłopów sławne wezwanie „Bogaćcie się!”. W latach 1918–1929 był redaktorem naczelnym „Prawdy”. W latach 1926–1929, po usunięciu Grigorija Zinowiewa był przewodniczącym Prezydium Komitetu Wykonawczego Kominternu oraz rektorem Międzynarodowej Szkoły Leninowskiej (1926-1930).
Po śmierci Lenina członek Biura Politycznego i główny ideolog partii. Był autorem licznych prac filozoficznych i ekonomicznych, wieszczących nieuchronny upadek kapitalizmu, a także tekstu Konstytucji, która weszła w życie w 1936. Popierał Stalina przeciwko Trockiemu, a następnie Zinowjewowi i Lwu Kamieniewowi. W 1928 wystąpił przeciwko przymusowej kolektywizacji, proponując ewolucyjne, stopniowe uspółdzielczanie. W efekcie, jego poglądy podzielane przez premiera Aleksieja Rykowa i lidera związków zawodowych Michaiła Tomskiego zostały nazwane „odchyleniem prawicowym”. W listopadzie 1929 usunięty z Biura Politycznego. W latach 1929–1932 członek prezydium WSNCh, po jej likwidacji od 1932 członek kolegium komisariatu przemysłu ciężkiego. W latach 1934–1936 redaktor naczelny „Izwiestii”.
Po rozpoczęciu terroru „wielkiej czystki” we wrześniu 1936 po pokazowym procesie Zinowjewa i Kamieniewa ogłoszono o śledztwie w sprawie jego spiskowej działalności, później śledztwo zawieszono, wobec oporu umiarkowanej frakcji w WKP(b) – z Sergo Ordżonikidze na czele – w kwestii eskalacji terroru. Po śmierci Ordżonikidze, 27 lutego 1937 Bucharin został aresztowany przez NKWD w czasie obrad burzliwego plenum KC WKP(b) poświęconego sprawie jego i Aleksieja Rykowa.
Był głównym oskarżonym w pokazowym trzecim procesie moskiewskim (oficjalnie proces prawicowo-trockistowskiego bloku antyradzieckiego) przed Kolegium Wojskowym Sądu Najwyższego ZSRR. W odróżnieniu od innych oskarżonych częściowo polemizował z oskarżycielem. 13 marca 1938 sądzony pod zarzutem stworzenia i uczestnictwa w kontrrewolucyjnej organizacji szpiegowsko-terrorystycznej, skazany na karę śmierci. Rozstrzelany wraz z innymi podsądnymi 15 marca 1938 w miejscu egzekucji Kommunarka pod Moskwą, pochowany anonimowo.
Jego żona, Anna Łarina została aresztowana wkrótce po procesie jako żona wroga ludu. Spędziła pół roku w małej celi po kostki w wodzie, a następnie osiemnaście lat w łagrach i na zesłaniu. W ostatnich dniach przed aresztowaniem Bucharina nauczyła się na pamięć jego „Posłania dla przyszłych przywódców partii”, w którym zapewniał o swojej niewinności i prosił o rehabilitację i ponowne przyjęcie do partii.
W 1951 wszystkie jego utwory zostały wycofane z polskich bibliotek oraz objęte cenzurą. Bucharina zrehabilitowano 4 lutego 1988 roku postanowieniem plenum Sądu Najwyższego ZSRR. Wówczas również opublikowano w Moskwie ów „list do partii”. Maleńki synek Bucharinów był wychowywany przez siostrę Anny i przez dwadzieścia lat nie wiedział nic o swoich prawdziwych rodzicach. Pierwszą żonę Bucharina Nadieżdę, która kilkakrotnie pisała w jego obronie do Stalina, aresztowano, okrutnie torturowano i w 1940 zamordowano wraz z braćmi, szwagrem i innymi krewnymi. Odpowiedzialność zbiorowa członków rodziny była standardem postępowania wobec rodzin aresztowanych w czasie „wielkiej czystki”, zwłaszcza osób wysokiego szczebla (funkcjonariuszy partyjnych, państwowych i wojskowych). Był to w Rosji standard wprowadzony przez bolszewików w okresie zdobywania władzy 1918 – (np. zamordowanie rodziny carskiej) w skali masowej wobec przeciwników politycznych i dla sterroryzowania społeczeństwa (powstanie jarosławskie, powstanie tambowskie, powstanie w Kronsztadzie) i w niezliczonych innych przypadkach (terror Czeka – GPU) jako technika sprawowania władzy.
Bucharin był autorem serii prywatnych karykatur polityków sowieckich.

## Prace
- Экономика переходного периода. 1920

przekłady na język polski
- Ekonomika okresu przejściowego. Z uwagami W. Lenina do książki (Tyt. oryg.: Èkonomika perechodnogo perioda). N. Bucharin ; [słowo wstępne Jarosław Ładosz ; tł. z ros.]. Warszawa: Książka i Wiedza, 1990. ISBN 83-05-12348-0. Brak numerów stron w książce 210, [3] s.: faks., rys.; 21 cm.